# SHE 56 und 57
Die SHE 56 und 57 waren schmalspurige Tenderlokomotiven der Südharz-Eisenbahn-Gesellschaft (SHE). Sie wurden nach der Stilllegung der Strecke 1962 ausgemustert sowie verschrottet.

## Geschichte Mallet-Lokomotive
Für die meterspurige Südharz-Eisenbahn waren um die Zeit nach 1925 stärkere Lokomotiven als die vorhandenen Malletlokomotiven notwendig. Der Lokomotivbauer Henschel glaubte, für die steigungs- und bogenreichen Strecken mit der Bauart Mallet die richtige Lösung gefunden zu haben.
Die Lokomotiven entstanden in Kassel als Tenderlokomotiven für Heißdampf mit zwei Triebwerksgruppen und einer unter dem Führerstand angeordneten Laufachse. Als sie fertig waren, hatte der Besteller, die Verkehrsbetriebe Bachstein, Bedenken die Lokomotiven abzunehmen, da es auf anderen Schmalspurbahnen Schwierigkeiten beim Betrieb mit Malletlokomotiven gegeben hatte. Es kam zu Streitigkeiten, in deren Folge die Lokomotiven in eine fünfachsige Einrahmenlokomotive umgebaut werden mussten.

## Technik Malletlokomotive
Die Niederdruckzylinder saßen am vorderen, beweglichen Drehgestell der Lokomotive. Die Hochdruckzylinder waren am Hauptrahmen vorne angeordnet. Wahrscheinlich aus Vereinfachungsgründen kamen in der Hochdruckzone Innenrahmen zur Anwendung. 
Die Kreuzköpfe wurden einschienig geführt, an den größeren Niederdruckzylindern war eine vordere Kolbenstangentragbuchse vorhanden. Die Treibstangen wirkten jeweils auf die zweite Kuppelachse. Die Steuerung war von der Bauart Heusinger mit Kolbenschiebern.
Die Blattfedern der Treibradsätze lagerten unterhalb der Achslager und waren paarweise durch Ausgleichhebel miteinander verbunden. Die Feder der Laufachse lag oberhalb der Achslager quer zur Fahrtrichtung. Dadurch war ein gleichmäßiges Auflegen aller Radsätze auch bei schlechter Gleislage garantiert. Für jede Triebwerksgruppe befand sich ein Sanddom auf dem Langkessel.

## Einrahmenlokomotive
Damit die Lokomotiven auf den kurven- und steigungsreichen Strecken der Südharz-Eisenbahn-Gesellschaft mit Gleisbogenhalbmessern von 60 m verkehren konnten, sah sich der Hersteller gezwungen, bei Orenstein & Koppel Lizenzen für einen Luttermöller-Achsantrieb zu kaufen. Die so durch den Umbau entstandene Eh2-Tenderlokomotive war erheblich einfacher als die Malletlokomotive und besaß auch bessere Laufeigenschaften sowie ein günstigeres Reibungsgewicht als diese.
Diese schweren Lokomotiven wickelten in den folgenden Jahren nahezu den gesamten Verkehr bei der SHE ab und versahen den schweren Dienst auf den steigungsreichen Strecken bis zur Einstellung des Gesamtbetriebes.

### Technische Merkmale Einrahmenlokomotive
Der Luttermöller-Achsantrieb wurde bevorzugt bei Schmalspurbahnen verwendet, weil er hier in den engen Krümmungen die erforderliche Kurvenbeweglichkeit besser gewährleisten konnte als die Verwendung mit seitenverschiebbaren Achsen. Der Nachteil des großen Anlaufwinkels der Spurkränze wird durch den Zahnradantrieb vermieden. Der Antrieb war staubdicht gelagert und lief im Ölbad. Das Gehäuse des Lagers war als Deichsel ausgeführt und wurde um die verdickte Mitte der Kuppelachswelle ausgeschwenkt. Dadurch stellten sich die Endradsätze in Gleiskrümmungen radial ein. Durch Rückstellfedern wurden die Achsen in der Geraden wieder in die Ausgangslage zurückgesetzt.
Die Dampfmaschine wurde von der ersten Ausführung fast komplett übernommen.